# Shanwei
Shanwei léase Shan-Uéi (en chino, 汕尾市; pinyin, Shànwěi shì) es una ciudad-prefectura  en la provincia de Cantón, República Popular de China. Se ubica en las costas del Mar de la China Meridional en el cruce del delta del río Perla a 160 kilómetros al este de Shantou y a 120 kilómetros al oeste de Shenzhen. Su área es de 4865 km² y su población total para 2020 fue de 2,6 millones de habitantes.

## Toponimia
El nombre de Shanwei proviene de la línea de cresta de arena de la playa, el mercado del puerto está ubicado al final de esa línea que los lugareños llaman xian wei (線尾) "el final de la línea". En el dialecto de Haifeng, el homónimo de 線 xian es 汕 shan, el origen del nombre no tiene nada que ver con Shantou.

## Administración
A junio de 2020 la ciudad prefectura de Shanwei se divide en 4 localidades que se administran en 1 distrito urbano, 1 ciudad suburbana y 2 condados. 
- Distrito Cheng 城区
- Ciudad Lufeng (陆丰市)
- Condado Haifeng (海丰县)
- Condado Luhe (陆河县)

-Estos a su vez se dividen en 40 poblados, 10 aldeas y 3 subdistritos-.

## Historia reciente
Esta región ha sido habitada desde hace 6.000 años y las personas vivían de la pesca y la caza.
En la noche del 6 de diciembre de 2005, policías armados fueron enviados a la aldea de Dongzhou, situada cerca de la costa de la Bahía de Jieshi a unos 15 kilómetros al sureste del centro de Shanwei, para suprimir las apelaciones presentadas por los residentes que protestaban por la falta de compensación por las tierras confiscadas por el gobierno. Varios residentes fueron asesinados a tiros: el gobierno chino afirmó que tres personas perdieron la vida, y los residentes afirmaron que el número fue de entre 20 y 33 años, con un máximo de más de 40 desaparecidos.

## Economía
Agricultura: Los principales cultivos son el arroz, la batata, el trigo, el maíz,la caña de azúcar, maní, soja; frutos: litchi, longan, bananas, naranjas ymandarinas.
Pesca: la ciudad es rica en recursos acuáticos,en la provincia es una de las famosas zonas de pesca. Peces, camarones, cangrejos, crustáceos,entre otros. La producción en masa de bagre de mar, pescado clip de bambú, el patudo,mero,, mejillón, y el abulón.
Industria:construcción naval, procesamiento de mariscos y producción a base de pesca.

## Clima
Shanwei tiene un monzón influenciado por el clima subtropical húmedo, con leves inviernos y veranos calientes y húmedos. El invierno comienza soleado y seco, pero se hace cada vez más húmedo y más nublado. La primavera es generalmente nublada, mientras que el verano trae las lluvias más fuertes del año, aunque es mucho más soleado, hay 10 días, con 50 mm o más lluvia. El otoño es soleado y seco. La temperatura media anual es de 22 °C con 1950 mm de lluvia, enero es el mes más frío con 14C y julio el más cliente con 28 °C. Hay cerca de 2000 horas de sol al año.
| Parámetros climáticos promedio de Shanwei (1971−2000)     | Parámetros climáticos promedio de Shanwei (1971−2000) | Parámetros climáticos promedio de Shanwei (1971−2000) | Parámetros climáticos promedio de Shanwei (1971−2000) | Parámetros climáticos promedio de Shanwei (1971−2000) | Parámetros climáticos promedio de Shanwei (1971−2000) | Parámetros climáticos promedio de Shanwei (1971−2000) | Parámetros climáticos promedio de Shanwei (1971−2000) | Parámetros climáticos promedio de Shanwei (1971−2000) | Parámetros climáticos promedio de Shanwei (1971−2000) | Parámetros climáticos promedio de Shanwei (1971−2000) | Parámetros climáticos promedio de Shanwei (1971−2000) | Parámetros climáticos promedio de Shanwei (1971−2000) | Parámetros climáticos promedio de Shanwei (1971−2000) |
| Mes                                                       | Ene.                                                  | Feb.                                                  | Mar.                                                  | Abr.                                                  | May.                                                  | Jun.                                                  | Jul.                                                  | Ago.                                                  | Sep.                                                  | Oct.                                                  | Nov.                                                  | Dic.                                                  | Anual                                                 |
| --------------------------------------------------------- | ----------------------------------------------------- | ----------------------------------------------------- | ----------------------------------------------------- | ----------------------------------------------------- | ----------------------------------------------------- | ----------------------------------------------------- | ----------------------------------------------------- | ----------------------------------------------------- | ----------------------------------------------------- | ----------------------------------------------------- | ----------------------------------------------------- | ----------------------------------------------------- | ----------------------------------------------------- |
| Temp. máx. media (°C)                                     | 19.0                                                  | 18.9                                                  | 21.5                                                  | 24.9                                                  | 27.8                                                  | 29.8                                                  | 30.9                                                  | 30.9                                                  | 30.6                                                  | 28.6                                                  | 24.9                                                  | 21.0                                                  | 25.7                                                  |
| Temp. mín. media (°C)                                     | 11.8                                                  | 12.7                                                  | 15.5                                                  | 19.3                                                  | 22.6                                                  | 24.9                                                  | 25.6                                                  | 25.4                                                  | 24.3                                                  | 21.4                                                  | 17.1                                                  | 13.1                                                  | 19.5                                                  |
| Lluvias (mm)                                              | 29.0                                                  | 55.1                                                  | 87.9                                                  | 171.8                                                 | 280.9                                                 | 350.1                                                 | 335.2                                                 | 331.6                                                 | 172.6                                                 | 72.0                                                  | 30.8                                                  | 30.3                                                  | 1947.3                                                |
| Días de lluvias (≥ 0.1 mm)                                | 6.1                                                   | 9.2                                                   | 11.3                                                  | 12.5                                                  | 14.8                                                  | 17.7                                                  | 16.6                                                  | 16.0                                                  | 11.2                                                  | 5.3                                                   | 4.1                                                   | 4.2                                                   | 129.0                                                 |
| Horas de sol                                              | 145.9                                                 | 101.8                                                 | 94.7                                                  | 104.5                                                 | 135.6                                                 | 166.3                                                 | 228.6                                                 | 201.4                                                 | 191.4                                                 | 204.9                                                 | 180.1                                                 | 170.0                                                 | 1925.2                                                |
| Humedad relativa (%)                                      | 73                                                    | 78                                                    | 81                                                    | 83                                                    | 85                                                    | 86                                                    | 85                                                    | 84                                                    | 79                                                    | 73                                                    | 69                                                    | 69                                                    | 78.8                                                  |
| Fuente: China Meteorological Administration 2010年6月14日 |                                                       |                                                       |                                                       |                                                       |                                                       |                                                       |                                                       |                                                       |                                                       |                                                       |                                                       |                                                       |                                                       |